# Dundas Island, Nunavut
Dundas Island är en ö i Kanada.   Den ligger i territoriet Nunavut, i den norra delen av landet, 3 500 km norr om huvudstaden Ottawa. Arean är 51 kvadratkilometer.
Terrängen på Dundas Island är platt. Öns högsta punkt är 222 meter över havet. Den sträcker sig 11,4 kilometer i nord-sydlig riktning, och 9,1 kilometer i öst-västlig riktning.
Trakten runt Dundas Island består i huvudsak av gräsmarker. Trakten runt Dundas Island är nära nog obefolkad, med mindre än två invånare per kvadratkilometer.